# Умбетали Карібаєва
Умбетали́ Каріба́єва (каз. Үмбетәлі Кәрібаев) — село у складі Жамбильського району Алматинської області Казахстану. Адміністративний центр Шолаккаргалинського сільського округу.
До 1993 року село називалось Кірово.
Населення — 3649 осіб (2021; 2687 у 2009, 2501 у 1999, 2293 у 1989).